# Behdad Eghbali
Behdad Eghbali (* 6. Mai 1976) ist ein US-amerikanischer Unternehmer. Er ist Mitbegründer und Managing Partner bei Clearlake Capital Group, eine Investmentgesellschaft mit Sitz in Santa Monica, Kalifornien. Im Januar 2023 wurde sein Vermögen auf 4,3 Milliarden US-Dollar geschätzt.

## Frühes Leben und Ausbildung
Eghbali wurde im Iran geboren und kam 1986 im Alter von zehn Jahren mit seinen Eltern in die USA, die seine Einberufung in den Iran-Irak-Krieg vermeiden wollten. Eghbali studierte an der University of California, Berkeley.

## Karriere
2006 gründete Eghbali zusammen mit Jose E. Feliciano Clearlake Capital Group. Zuvor arbeitete er im Bereich Private Equity bei TPG Capital.
Im November 2020 wurde berichtet, dass Eghbali und Feliciano einen 40-Prozent-Anteil an den Washington Commanders für 900 Millionen US-Dollar kaufen möchten. Anfang 2022 wurde bekannt, dass sie ein Angebot für den Erwerb des NFL-Teams Denver Broncos erwägen. Im Mai 2022 wurde Eghbali Miteigentümer vom FC Chelsea in England.

## Privates
Eghbali lebt in Los Angeles, Kalifornien, und heiratete 2014 auf Ellis Island. Im Januar 2020 kaufte er eine Villa in Brentwood für 21 Millionen US-Dollar. Zwei Jahre zuvor kaufte er ein Anwesen in Miami für über 48 Millionen Dollar.